# 베이구 (타이난시)

베이 구의 위치

베이구(한국어: 북구, 중국어: 北區, 병음: Běi Qū)는 중화민국 타이난시의 시할구이다. 넓이는 9.2878km2이고, 인구는 2015년 8월 기준으로 132,590명이다.

## 지리
베이 구는 안난 구가 타이난 시에 편입되기 이전에 타이난 시 북부에 위치하고 있던 것에서 명명되었다. 서쪽으로 중시 구, 남쪽으로 둥 구, 북쪽으로 안난 구, 동쪽으로 융캉 구와 접한다.

## 같이 보기
- 타이난시